# Lennart Rosén
Hugo Lennart Rosén, född 27 mars 1916 i Madesjö, död 19 december 2015 i Norrköping, var en svensk företagsledare.
Lennart Rosén var äldste son till Alfred Rosén och Lisa Theander (1891–1902), och bror till Erik Rosén. Han tog civilingenjörsexamen i kemi på Kungliga Tekniska högskolan i Stockholm 1942. Han var laboratoriechef på Tudors batterifabrik i Göteborg  och var därefter platschef för Kosta glasbruk från 1943.
Han var ägare till och drev Reijmyre glasbruk mellan 1950 och 1975. Under denna period expanderade glasbruket efter en tidigare nedgångsperiod. Lennart Rosén var också en drivande kraft inom den kommunala verksamheten och bidrog till Rejmyres utveckling som samhälle. 
År 1972 köpte han Ruda glasbruk, tillverkare av eldfast glas, vars tillverkning flyttades till Reijmyre, där hyttan byggdes ut och ett nytt sliperi anlades.
Lennart Rosén var sedan 1942 gift med Ingrid Rosén och hade fyra barn, bland andra Ulf Rosén och Gunilla Karlén
, VD och delägare i Reijmyre glasbruk från 2015.